# ポピーズ
ポピーズ (Poppies) は日本人の女性6人で構成されたボーカルグループ。 
1974年4月に「恋のチャンス」でデビューした。（作詞:橋本淳、作曲・編曲:筒美京平）

## メンバー
※結成時（6名）
- 山田順子 (ジュン)
- 西田さよ子 (ボクちゃん)
- 片田雪子 (ミッキー)
- 杉山智子 (モンロー)
- 坂本明美 (イブ)
- 松本祥子 (ラーク)

※メンバーチェンジ後（5名）
- 西田さよ子（ボクちゃん）
- 杉山智子（パチンコ）
- 山村美智子（メダカ）
- 遠藤至子（ヨッコ）
- 阿部静枝（ペコ）

※サードシングル「恋やまい」で、ジュン、ミッキー、イブ、ラークが脱退し、新たに3人加入。以降は5人になっているのがレコードジャケットで確認出来る。ジュン、イヴ、ラークは別グループ「Z」に移り「恋はイライラ」で再デビューした。ラストシングル「仮面舞踏会」で最終メンバーが4人であることが確認出来る。

## 映画
- ルパン三世 念力珍作戦  (1974年,  坪島孝監督,  東宝) - ドラゴン・シスターズ

## シングル
- 恋のチャンス（作詞:橋本淳　作曲:筒美京平　編曲:馬飼野康二）c/w 踊りに行こうよ（作詞:たかたかし　作曲:John Medora 、Arthur Singer 、David White　編曲:馬飼野康二） (1974年4月5日)
- 恋は気分（作詞:なかにし礼　作曲:井上忠夫　編曲:井上忠夫）c/w 私の敗けよ（作詞:なかにし礼　作曲:井上忠夫　編曲:井上忠夫）(1974年9月)
- 恋やまい（作詞:なかにし礼　作曲:井上忠夫　編曲:井上忠夫）c/w 遊ばれたのね （作詞:なかにし礼　作曲:井上忠夫　編曲:井上忠夫） (1975年7月)
- 泣きどころ（作詞:なかにし礼　作曲:井上忠夫　編曲:井上忠夫）c/w ママ・ギター （作詞:なかにし礼　作曲:Tom Glazer 、バッド・シュールバーグ　編曲:川口真）(1975年12月)
- チェリー・ピンク'76（作詞:岩谷時子　作曲:ピエール・ルイギィ　編曲:高田弘）c/w 恋は毒薬（作詞:なかにし礼　作曲:ベルナルディーノ・バウティスタ・モンテルデ 、Antonio Ortiz Calero　編曲:高田弘） (1976年6月)
- ソウル恋の奴隷（作詞:なかにし礼　作曲:鈴木邦彦　編曲:萩田光雄）c/w ソウル恋泥棒（作詞:なかにし礼　作曲:鈴木邦彦　編曲:萩田光雄） (1977年4月5日)
- 仮面舞踏会（作詞:なかにし礼　作曲:なかにし礼　編曲:高田弘）c/w 落とし穴（作詞:なかにし礼　作曲:なかにし礼　編曲:高田弘）(1978年10月)

## アルバム
- 恋のチャンス～コンプリート・コレクション（2011年6月22日）